# Кабутеры
Кабутеры (нидерл. Kabouters — гномы) — анархистская группа, существовавшая в Нидерландах в 1970-е годы. Она была основана Рулем ван Дуйном, и одной из её целей было создание альтернативного общества на основе идей ван Дуйна, изложенных в его книге «De boodschap van een wijze Kabouter» (Послание мудрого гнома). 
Название группы происходит от персонажей голландского фольклора — каботеров, аналога гномов. Ван Дуйн одно время работал на органической ферме и как-то спросил у фермера, собирается ли тот приобрести комбайн. Фермер же ответил, что шумный комбайн распугает гномов, которые помогают сохранить урожай. Именно поэтому ван Дуйн использовал такой образ.
Кабутеры были продолжением так называемых «белых планов» прово; они предлагали «зелёные планы», такие как идея ван Дуйна размещать на крышах автомобилей, движущихся по проложенным в выемках дорогах, растения в ящиках, чтобы пешеходы видели лишь движущуюся зелень. Ван Дуйн предложил этот план городскому совету Амстердама.
Кабутеры действовали в примерно 35 городах Нидерландов. На пике популярности движения, в июне 1970 года, около 500 человек посещало еженедельные собрания, на которых обсуждались их планы. Но уже в 1971 году в движении было лишь 20 членов. Амстердамское отделение кабутеров в 1970 году выпустило 12 номеров газеты «Kabouterkrant» (Газета кабутеров).
В июне 1970 года кабутеры привлекли к себе внимание не только в Нидерландах, но и за рубежом, когда их представители получили на выборах в городской совет Амстердама 5 из 45 мест. Также кабутеры получили по два места в городских советах Гааги и Леувардена и по одному месту в городских советах Арнема, Алкмара и Лейдена.
Кабутеры не могли решить, участвовать ли им в выборах в парламент Нидерландов в мае 1971 года. В результате те кабутеры, которые всё же приняли участие в выборах, проиграли их. Также возникли разногласия между пятью кабутерами-депутатами городского совета Амстердама. Двое из этих пяти выступали за легализацию марихуаны и курили её даже на заседаниях. Ван Дуйну это не нравилось. В результате эти двое депутатов бросили бомбу-вонючку во время заседания, сорвав его таким образом на час.
Кабутеры также прославились сквоттингом; их захваты неиспользуемых зданий, построенных спекулянтами, действующими на рынке недвижимости, поддерживались общественным мнением. У кабутеров были свои магазины, фабрики альтернативной одежды, фермы.